# Løvehovedkanin
Løvehovedkanin er en kaninrace, der har været kendt siden 1980'erne. Racen er udviklet i England, men stammer oprindelig fra Belgien.[kilde mangler] De første løvehovedkaniner kom til Norden i slutningen af 1990'erne. Racen blev godkendt i nordisk standard i 2003.

## Beskrivelse
Vægten er normalt 1,36–1,7 kg. Ørene skal være 6–7 cm og skal bæres stive og opretstående. 